# نادي طهطا
نادى طهطا الرياضي هو نادي رياضي مصري تأسس في صعيد مصر سنة 1932 يقع بمحافظة سوهاج بمدينة طهطا، وهو يعتبر من الأندية الشعبية في محافظة سوهاج.

## اسم النادي
سمى نادي طهطا على اسم المدينة التي يقع بها وسميت طهطا علي اسم أميرة من أميرات الفراعنة في العصر الفرعوني القديم حيث كان اسمها طحطا علي اسم الاميرة، حتي جاء الأتراك فكانوا يطلقون عليها طهطا لعدم استطاعتهم نطق حرف الحاء.